# 1389
Cette page concerne l'année 1389  du calendrier julien.
L'année 1389 est une année commune qui commence un vendredi.

## Événements

### Asie
- 20 février[1] : le sultan de Delhi Tughluq Khan, victime d’une conspiration, est remplacé par son cousin Abu Baqr qui doit renoncer au trône en 1390 au profit de son oncle Muhammad.
- Avril : le sultan des Kara Koyunlu Qara Muhammad Turmush est tué par Pir Hasan[2]. Début du règne de Kara Yusuf, (fin en 1420). Il s’oppose à Tamerlan et doit se réfugier en Égypte entre 1400 et 1406.
- 28 juin: début du sultanat ottoman de Bayazid Ier Yildirim (Bajazet) (jusqu'en 1402)[3] . Il soumet la majorité des émirats turcs d’Anatolie : les émirats maritimes d’Aydin, Menteşe, Saruhan, la côte nord par la dépossession des émirs de Kastamonu, et la Karamanie[4]
- Juin : Le Baharite As-Sâlih Zayn ad-Dîn Hajji reprend temporairement le pouvoir en Égypte (fin en février 1390)[5].

- Java : à la mort de Hayam Wuruk, le Majapahit traverse une crise de succession dans un contexte de guerre civile. Les petits princes retrouvent progressivement leur indépendance. La mer est infestée de pirates et d’aventuriers, qui s’intéressent aux détroits[6].
- Mongolie : profitant de la faiblesse de Karakorum, quelques féodaux de la région limitrophe de la Chine se soumettent à l’autorité des Ming. L’empereur chinois ordonne d’organiser les districts des trois tribus ouriankhaï sur le territoire du seigneur Nagatchou, dans la région de Kalgan, peuplés d’environ 200 000 personnes. La Chine attribue des bénéfices aux princes et hauts fonctionnaires du nouvel état nomade[7].
- Le khan de la Horde d'or Togtamich, après plusieurs tentatives dans le Caucase et en Transoxiane contre Tamerlan, récidive en Transoxiane[8]. Tamerlan le poursuit dans la steppe et réussit à le vaincre le 13 juin 1391 vers l’Oural.

### Europe
- 24 février : bataille d'Åsle (Suède)[9]. Victoire de Margrethe Valdemarsdotter sur Albrecht de Mecklembourg qui tentait de s’emparer de la couronne de Norvège. Il est fait prisonnier jusqu’en 1398. Les Suédois le forcent à renoncer au trône en faveur de Margrethe Valdemarsdotter, reine de Danemark et de Norvège. Le parti mecklembourgeois ne conserve que Stockholm.
  - Début du règne de Éric de Poméranie (1382-1459), roi de Norvège (fin en 1442)
  - Margrethe Ire Valdemarsdotter (1353-1412) devient reine de Suède (fin en 1397).
- 1er avril : les Habsbourg reconnaissent l’existence de la confédération des huit cantons et signent la paix avec les Suisses à Zurich[10].
- 2 mai : l'empereur romain germanique interdit aux villes de s'allier entre elles[11].
- 3 mai[12] : Richard II d'Angleterre commence son pouvoir personnel. Il réussit à mener une politique indépendante des barons anglais qui l’avaient tyrannisé durant sa minorité. Il exile plusieurs grands seigneurs et en exécute au moins deux.
- 5 mai : paix blanche à Eger entre les seigneurs et la ligue de Souabe[13]. Le conflit renaît néanmoins régulièrement au cours du XVe siècle.
- 15 juin : les Turcs ottomans affrontent les Serbes à la bataille de Kosovo Polje (Champ des Merles). Le prince de Serbie Lazare est tué. Le Serbe Miloš Obilić poignarde le sultan Murat Ier. Les Turcs conduit par Bayezid Ier se retirent avec de lourdes pertes et sans conquérir la Serbie. La victoire serbe est annoncée en Occident par le roi Tvrtko Ier de Bosnie mais les pertes subies par l'aristocratie serbe ne lui permettent plus de résister à la poussée turque[3].
- 18 juin : trêve de Leulinghem entre la France et l'Angleterre (fin le 1er août 1392)[14].
- 15 août :
  - couronnement de Vassili Ier Dimitrievitch (1371-1425), grand prince de Moscou[15]. Il doit lutter contre son beau-père le grand duc de Lituanie qui lui a pris Viazma et Smolensk.
  - Jean Ier de Castille offre le Monastère royal de Santa María de Guadalupe à l'Ordre de Saint-Jérôme[16].
- 17 août : noces de Louis d'Orléans et de Valentine Visconti à Melun[17].

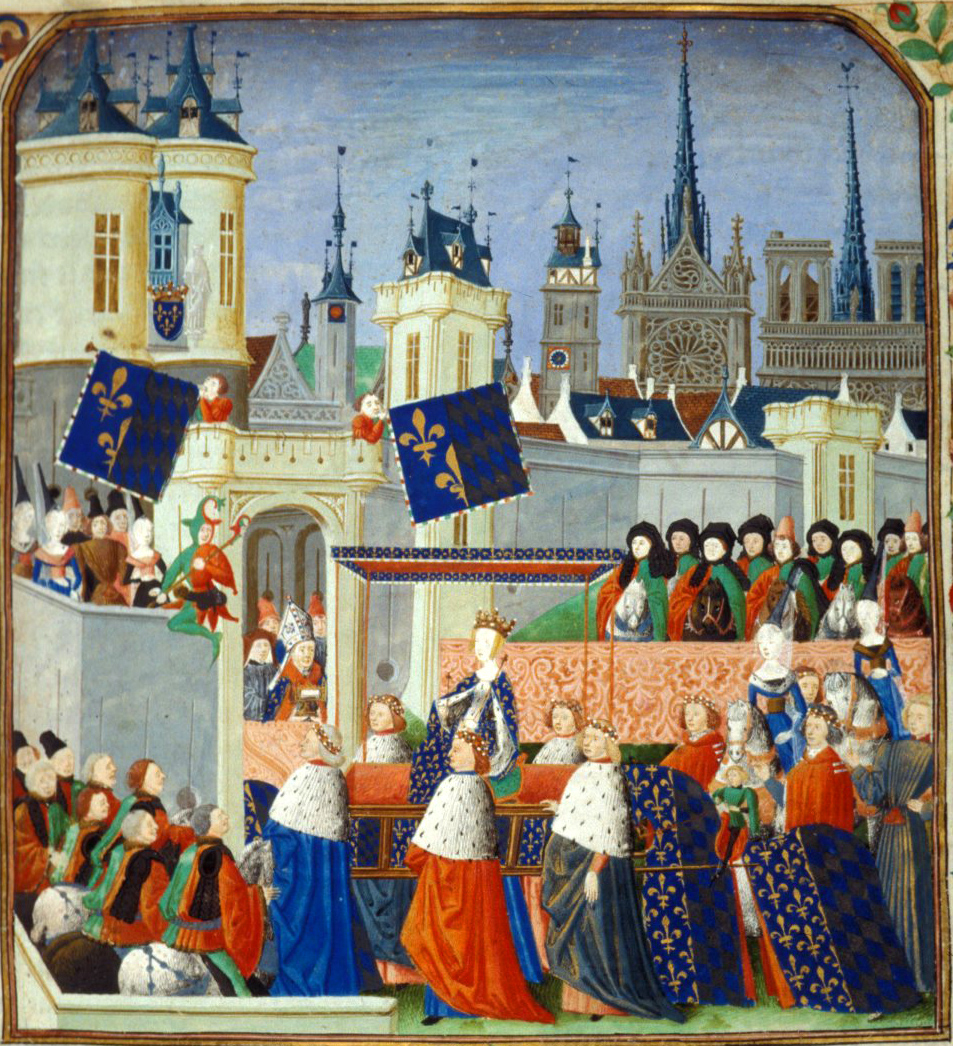
22 août : entrée d'Isabeau de Bavière dans Paris.

- 22 août : entrée solennelle de la nouvelle reine de France, Isabeau de Bavière, à Paris[18].
- 2 septembre : Charles VI de France quitte Paris pour un voyage en Languedoc, qui se poursuivra jusqu'en février 1390[19]. Il se rend à Nevers, Lyon puis rencontre le pape à Avignon (30 octobre[18]). Il visite Montpellier, Béziers, Toulouse puis Foix, où le reçoit Gaston Fébus (1390).
- 1er novembre : Louis II d'Anjou est couronné roi de Sicile à Avignon par Clément VII en présence du roi Charles VI[18]. En Italie, son compétiteur Ladislas ne possède plus que les châteaux de Naples, Capoue et Gaète. Cette même année, Othon de Brunswick, écarté par la régente Marie, quitte le parti de Louis pour celui de Ladislas[20].
- 2 novembre : début du pontificat de Boniface IX à Rome (jusqu'en 1404)[21].
- 29 novembre : entrée du roi Charles VI à Toulouse, par la porte Saint-Étienne, (séjour jusqu'au 7 janvier 1390)[22].
- 10 décembre : traité d'alliance de Random entre Ladislas II Jagellon et les envoyés du prince de Valachie Mircea Ier[23].

- Raimond de Turenne rançonne la Provence jusqu'en 1399[24].